# Pedro Richard
Padre Pedro Richards (31 de diciembre de 1911 Buenos Aires, Argentina - 30 de octubre del 2004, Buenos Aires, Argentina) fue un sacerdote católico argentino, de ascendencia irlandesa y fundador del Movimiento Familiar Cristiano Católico en Latinoamérica, como reforzamiento del sacramento del matrimonio, apoyo para formación y espiritualidad conyugal, e instrumentación para el llamado que presentó el papa Pio XII para proteger a la familia, ante los embates y que el mismo papa posteriormente aprobaría. Su nombre completo era Juan Enoch Pedro Richards Kehoe. El “Chubby”, que era el sobrenombre familiar.
Fue hijo del argentino Juan Carlos Richards Doyle y Julia María Kehoe Kelly de origen irlandés (que junto con su hermano Federico, sería sacerdote pasionista). Otros 5 hermanos los acompañaron. Su padre fue procurador, silencioso activista católico que ayudó a muchos pobres. Su madre fue presidenta de la Asociación de a Acción Católica de la parroquia de Santa María Coghlan, en Buenos Aires.

## Los estudios  la vida en familia
A los 10 años acompañaba a su madre diariamente a misa de 6 de la mañana. Los primeros estudios los realizó en el Belgrano Day School donde era conocido como “Juan el Terrible” por sus travesuras. Fue boy scout, jugador de rugby con el equipo de Curupaytí, practicó box, tenis y teatro. Vacacionaba en el campo con su tío Joe Kehoe donde adquirió el amor por la naturaleza, y la sencillez de la gente del campo. Por sus orígenes irlandeses hablaba fluidamente el idioma inglés.
En 1922 enfermó de gravedad, y su madre hizo una promesa a la Virgen de Luján de entrar de rodillas al santuario, si su hijo sanaba. El hijo sanó y la madre cumplió la promesa. Por eso después, Pedro decía que le debía su vida a la virgen. A los 12 años, la casa de los Richards, era motivo de hospedaje para sacerdotes pasionistas de habla inglesa que evangelizaban la zona, por lo que su contacto con sacerdotes era bastante frecuente, relación que despertó en él la vocación sacerdotal a ésa edad.
En 1926, ingresó a un noviciado y fue enviado a Córdoba donde estudió filosofía, teología y latín. Trabajó algunos años en una empresa de seguros, en otra realizaba tareas de electrificación.
En 1933 se integra a la Congregación de los Padres de la Pasión. Cursa sus estudios en Buenos Aires y Córdoba Argentina. Viaja a Escocia y Edimburgo cursa la licenciatura en Filosofía, pero termina los estudios en Argentina. Es ordenado sacerdote el 25 de agosto de 1940, por el Mons. obispo Juan Pascual Chimento.

## Misionero en la Familia y de Espiritualidad Conyugal
El Padre Pedro, es enviado a evangelizar a pequeños pueblos, rancherías, comunidades y ciudades, que por 10 años actúa proactivamente con verdadero celo misionero. En 1945 es nombrado rector de la casa congregacional de la Santa Cruz en Buenos Aires. En 1948, inicia su actividad en pro de la familia, actividad que nunca abandonará en toda su vida pues el 25 de noviembre de ése año se funda el Movimiento Familiar Cristiano en Argentina, que a la postre, lo llevaría a todo Latinoamérica y después se fusionaría con otros movimientos Familiares Cristianos de Norteamérica Europa y otros países para consolidar el Movimiento Familiar Cristiano Internacional en el mundo.
En 1950 experimenta los primeros resultados de una nueva metodología, que de manera similar habían iniciado en Chicago e Indiana (1948). con el P. Louis Putz y Mons. Reynold Hillenbrand, y en París con Henri Caffarel (1949) y Juan Berro García SJ en Córdoba, y con el sacerdote paulino Francisco Rotger en Buenos Aires. La metodología incluía reuniones de quipos de matrimonios, un Retiro Espiritual denominado "Encuentro Conyugal" de tres días y revisiones periódicas.
En 1951 realiza el primer Retiro Espiritual en forma de "Encuentro Conyugal" Formal en el convento de las Franciscanas Misioneras. En 1952, es acusado de sentirse dueño de los grupos de matrimonios y se autoexilia en Montevideo. Luego viaja a Roma por haber sido designado capitular de la congregación de los Pasionistas y empieza a establecer contactos con los movimientos familiares cristianos de Europa y Estados Unidos.
En 1953, el Consejo Nacional del Bienestar de Estados Unidos, le otorga la condecoración por su labor familiar en América. Eso lo catapulta a nivel mundial.
En 1955 la congregación le da total libertad al padre Richards, para que continúe su labor dentro de la formación familiar y la espiritualidad conyugal y consolidación del Movimiento Familiar Cristiano (MFC) en Latinoamérica. Realiza la adhesión de Venezuela, Brasil, Colombia, Perú, Chile y Paraguay al MFC.

## El MFC latinoamericano
En junio de 1957 se forma el primer encuentro del MFC Latinoamericano en Montevideo y se forma el Secretariado General y la Asamblea General Latinoamericana (AGLA) para el cual es nombrado asesor. Ese mismo año asiste a Roma al encuentro de laicos.
En 1958 el cardenal y Arzobispo de Guadalajara, México, José Garibi Rivera  lo invita a participar y México se suma al "MFC latinoamericano". Su labor continúa hasta integrar también a Ecuador, Bolivia y Cuba. Vendrían a sumarse al MFC Panamá y Puerto Rico.
En 1960 es reelecto como asesor de la segunda Asamblea AGLA. Es llamado como consultor de la Consejo Pontificio de Laicos en Roma como acciones preparatorias para el Concilio Vaticano II, al que asiste junto con el matrimonio Álvarez Icaza. Ese mismo año participa en el "Family Life Bureau", de San Antonio de Texas (1960).
Los encuentros continentales del Movimiento Familiar Cristiano son periódicos, y así se realiza el de Montevideo (1957) el de México (1960) y el de Río de Janeiro (1963). Continua la consolidación y en el AGLA realizado en Lima Perú, se funda de manera jurídica y al Padre Richards, lo declaran “asesor fundador del MFC”. En 1965 participa en una convención del MFC de Chicago Estados Unidos. Funda el Centro de Investigaciones y Estudios Familiares en Montevideo con Ana y Adolfo Gelsi.
En 1967 asiste al Congreso de Laicos convocado por la comisión Familiar de Roma y al IV reunión de la Confederación Internacional de Movimientos Familiares Cristianos en Madrid España y de AGLA en Buenos Aires. Funda el medio de comunicación cristiana el “Digesto Familiar”. Es nombrado consultor del Consejo Pontificio de la Familia por el papa Juan Pablo II, además de experto del Sínodo de la Familia de 1980. Participa en conferencias en Estados Unidos, México, Colombia, y demás países de América, impulsando la “Familiaris Consortio”. 
Funda en Montevideo donde radicó por 30 años, el “Centro Nacional de Planificación Natural de la Familia” para implementar la “Humana vitae”, como amante de los métodos naturales de planificación familiar. En el MFC en Latinoamérica, participan anualmente 50,000 matrimonios en formación y otros miles de jóvenes.

## Los últimos años
Escribió cientos de artículos y varios libros, entre ellos: 
- Matrimonios en búsqueda de Dios
- En el misterio de la familia
- Cristificando la familia

A los 90 años en su humildad dijo:
"Estoy meditando sobre los dones que he recibido y mi escasa respuesta".
Falleció a los 92 años, en Buenos Aires. Fue sepultado en el Retiro de San Pablo en Capitán Sarmiento.